# Iorgu Iordan
Iorgu Iordan (n. 29 septembrie/11 octombrie 1888, Tecuci, Tecuci, România – d. 20 septembrie 1986, București, România) a fost un lingvist și filolog român, membru titular și vicepreședinte al Academiei Române, fondator și primul director (1949-1962) al Institutului de Lingvistică al Academiei Române, institut care azi îi poartă numele - Institutul de Lingvistică „Iorgu Iordan - Alexandru Rosetti”. Iorgu Iordan este principalul reprezentant al romanisticii românești.

## Biografie

### Părinți
Iorgu Iordan s-a născut într-o familie din tată bulgar și mamă româncă. Tatăl său a fost Toader Toșcu  Iordan, bulgar de peste Dunăre, venit în România la vârsta de 18 ani, iar mama - Tudosca, născută Crăciun.

### Studii
Iorgu Iordan a urmat școala primară și Gimnaziul Real de băieți din Tecuci, localitatea natală, între anii 1895 și 1899. Ulterior, a intrat la Liceul Internat „Costache Negruzzi” din Iași. După absolvirea acestuia, urmează cursurile Facultății de Litere și Filosofie a Universității din Iași (1908-1911), avându-i ca profesori pe Alexandru Philippide și Garabet Ibrăileanu. Concomitent, a frecventat și cursurile Facultății de Drept. În 1919 își susține doctoratul în filologie modernă, sub conducerea lui Alexandru Philippide, la Universitatea din Iași. La sfatul acestuia, redactează teza de doctorat „Diftongarea lui e și o accentuați în pozițiile ă, e”. Ea rămâne până astăzi unul din cele mai ample studii închinate unei schimbări fonetice din toată literatura lingvistică mondială.
În 1993, școala gimnazială nr.11 din Tecuci a primit numele de Școala Gimnazială "Iorgu Iordan".

### Cariera științifică
După terminarea facultății, în octombrie 1912 îl găsim pe Iorgu Iordan predând limba germană la Liceul Vasile Alecsandri din Galați.
După luarea doctoratului, s-a specializat la universitățile din Bonn, Berlin și Paris. A devenit profesor la Universitatea din Iași (1926-1946), apoi profesor de romanistică la Universitatea din București (1946-1962).
A întemeiat și a editat la Iași „Buletinul Institutului de Filologie Română «Alexandru Philippide»” (1934-1945) și a fost redactor responsabil al publicațiilor „Revue de linguistique” (1956-1963) și „Limba română” (1964-1986).
S-a pensionat în 1968, la vârsta de 80 de ani, ocazie cu care, la Editura Academiei Române, se editează un volum de Scrieri alese ale acestuia.

### Activitatea politică
A fost membru al Partidului Țărănesc (1918-1930).
Iorgu Iordan a devenit membru al Partidului Comunist Român după 1945. Între anii 1945-1947 a fost ambasador al României la Moscova. O serie de conflicte, precum cel cu Ion Petrovici sau Paul Goma, complică cariera sa profesională.
Acad. Marius Sala, în prefața unei lucrări semnate de Elie Rad, afirmă:
„ Ideea domnului Ilie Rad de a publica cele 24 de scrisori primite de la Profesorul Iorgu Iordan și cele trei interviuri realizate între 1978 și 1980 este excelentă. Acest volum le completează pe cele trei de Memorii (1976-1979) și volumul lui Valeriu Mangu, De vorbă cu Iorgu Iordan (1982). El aduce în actualitate figura și caracterul maestrului meu, într-un moment în care personalitatea lui a fost pusă în discuție... Scrisorile trimise domnului Ilie Rad sunt din epoca în care Iorgu Iordan nu mai era agreat “sus”, tocmai din cauza criticilor pe care nu se sfia să le facă, inclusiv la adresa cultului personalității... trebuie salutată inițiativa editorului, care va permite să fie cunoscută și înțeleasă mai bine personalitatea marelui om de cultură, Iorgu Iordan, maestrul meu și al multor lingviști. ”— Acad. Marius Sala 
A decedat la București, fiind înmormântat la Cimitirul Bellu.

## Operă
A scris lucrări în domeniul lingvisticii românești și romanice, fiind preocupat îndeosebi de aspectele contemporane ale limbii române și de onomastică. Împreună cu Alexandru Graur și Ion Coteanu, a fost redactor responsabil al noii serii a Dicționarului limbii române (DLR). A îngrijit și editat Letopisețul Țării Moldovei de Ion Neculce și opera lui Ion Creangă.
- Rumanische Toponomastik, Bonn & Leipzig, Kurt Schroeder Verlag, 1924.
- Istoria literaturii italiene, Iași, Universitatea din Iași, 1928.
- Introducere în studiul limbilor romanice. Evoluția și starea actuală a lingvisticii romanice, Iași, Institutul de Filologie Română, 1932.
- Gramatica limbii române, București, 1937 (ediția a II-a, 1946).
- Limba română actuală. O gramatică a „greșelilor” , Iași, Institutul de Arte Grafice „Alexandru A. Terek”, 1943 (ediția a II-a, 1947).
- Stilistica limbii române, București, Institutul de Linguistică Română, 1944 (ediția a II-a, București, Editura Științifică, 1975).
- Lingvistica romanică. Evoluție. Curente. Metode, București, Editura Academiei, 1962 (ediția a II-a, 1970; tradusă în engleză, germană, spaniolă, rusă, portugheză și italiană).
- Toponimia românească, București, Editura Academiei, 1963.
- Istoria limbii literare spaniole, București, Editura Didactică și Pedagogică, 1963.
- Introducere în lingvistica romanică, București, Editura Didactică și Pedagogică, 1965 (în colaborare cu Maria Manoliu; tradusă în spaniolă).
- Structura morfologică a limbii române contemporane, București, Editura Științifică, 1967 (în colaborare cu Valeria Guțu Romalo, Alexandru Niculescu).
- Scrieri alese, București, Editura Academiei, 1968.
- Alexandru I. Philippide, București, Editura Științifică, 1969.
- Crestomație romanică, vol. I-III, București, Editura Academiei, 1962-1974 (coordonator).
- Memorii, vol. I-III, București, Editura Eminescu, 1976-1979.
- Limba română contemporană, București, Editura Didactică și Pedagogică, 1978 (în colaborare cu Vladimir Robu).
- Dicționar al numelor de familie românești, București, Editura Științifică și Enciclopedică, 1983.
- Istoria limbii române (Pe-nțelesul tuturora), București, Editura Științifică și Enciclopedică, 1983.
- Manual de linguistica romanica, Madrid, Gredos, 1989 (în colaborare cu Maria Manoliu, Manuel Alvar).

## Afilieri
- Membru corespondent al Academiei Române (1934) și membru titular (1945)[19], vicepreședinte al Academiei (1957-1966)
- Membru fondator (1925) al Societății Internaționale de Lingvistică Romanică (Franța)
- Membru fondator și președinte al Societății Române de Lingvistică Romanică
- Membru al Asociației Internaționale de Studii Hispanice
- Membru corespondent al Academiei Saxone de Științe din Leipzig (1958), membru al Academiei Germane de Științe din Berlin (1964), al Academiei Austriece de Științe (1966), al Academiei Bavareze de Științe din München (1968)
- Membru al Institutului Mexican de Cultură (1969) și al Institutului de Studii Catalane din Barcelona (1975)

## Premii și distincții

### Premii
- Premiul de Stat (1954 și 1956)
- Doctor Honoris Causa al Universității Humboldt din Berlin, precum și al universităților din Montpellier, Gand și Roma.

### Distincții
- Semnul Onorific „Răsplata Muncii pentru 25 ani în Serviciul Statului” (13 octombrie 1941)[20]
- Ordinul Muncii clasa I (31 decembrie 1956) „cu prilejul împlinirii a 90 de ani de la înființarea Societății Academice Romîne, pentru merite deosebite in muncă”[21]
- Ordinul „23 August” clasa a II-a (12 august 1959) „pentru merite deosebite în opera de construire a socialismului”[22]
- Medalia „40 de ani de la înființarea Partidului Comunist din Romînia” (6 mai 1961) „pentru merite în activitatea de partid și întărirea regimului democrat-popular”[23]
- titlul de „Om de Știință Emerit al Republicii Populare Romîne” (5 noiembrie 1962) „pentru activitatea îndelungată, contribuție în dezvoltarea științei și merite deosebite în dezvoltarea învățămîntului superior”[24]
- Ordinul „Meritul Științific” clasa I (26 septembrie 1966) „pentru merite deosebite în activitatea științifică, cu prilejul Centenarului Academiei Republicii Socialiste România”[25]
- titlul de Erou al Muncii Socialiste și medalia de aur „Secera și ciocanul” (4 mai 1971) „cu prilejul aniversării a 50 de ani de la constituirea Partidului Comunist Român, [...] pentru merite deosebite în domeniul științei, artei și culturii”[26]